# Прабхат, Равиндра
Равиндра Прабхат (англ. Ravindra Prabhat, хинди रवीन्द्र प्रभात; род. 5 апреля 1969, Махиндвара, Ситамархи, Бихар, Индия) — индийский писатель, журналист, сценарист и критик кастовой системы.

## Биография
Родился под именем Равиндра Кумар Чаубе 5 апреля 1969 года в деревне Махиндвара, в округа Ситамархи штата Бихар в семье Урмилы Деви и Шри Кедарнатха Чаубе. Посещал школу в Ситамархи и получил высшее образования по специальности «география» в Бихарском университете имени Б. Р. Амбедкара в Музаффарпуре, позднее получил степень магистра журналистики и массовых коммуникаций (MJMC) в Открытом университете Уттар-Прадеш имени Раджарши Тандона в Аллахабаде. Работал и жил Лакхнау. Был главным редактором хинди-язычного журнала VatVriksh. 
В 1989 году женился на Мале, имеет троих детей: Урвия Прабхат, Шубенду Прабхат и Урваши Прабхат.

## Творчество
Больше всего известен благодаря дебютному роману Taki Bacha Rahe Loktantra. Его романы написаны в юмористическом стиле и пробуют выйти за пределы базовой концепции комедии. Бросил вызов общепринятым традициям и создал собственную нишу в литературе.